# Дечинский Снежник
Дечинский Снежник (чеш. Děčínský Sněžník, нем. Hoher Schneeberg или Tetschner Schneeberg) — самая высокая гора Чешской Швейцарии.
Её высота — 723 м над уровнем моря.
Дечинский Снежник находится около 8 км западнее Дечина. Прямо на подножье горы расположена деревня Снежник. Под крутым южным склоном распространяется место Йилове (Jílové), которое в 1964 г. получило городское право.